# نينتندو سوفتواير بلانينغ أند دفيلوبمنت
نينتندو للتخطيط البرامج والتطوير (بالإنجليزية: Nintendo Software Planning & Development)‏ كان قسم تطوير وصناعة ألعاب الفيديو التابعة للشركة نينتندو، أسست مجدداً عام 2003م بعد حل نينتندو للبحث والتطوير 1 و2 ، وتقع مقرها في مدينة كيوتو اليابانية.
في 2015، تم دمج القسم مع نينتندو إنترتينمنت أنالسيس أند دفيلوبمنت لتأليف قسم نينتندو إنترتينمنت بلانينغ أند دفيلوبمنت.

## مصدر
1. ↑  お知らせ : 京都新聞 نسخة محفوظة 29 نوفمبر 2014 على موقع واي باك مشين.